# Checkmat
Checkmat é uma academia e equipe de Jiu-jitsu brasileiro fundada em 2008 por  Léo Vieira, que lidera a Checkmat junto com seus irmãos Ricardo Alcantara Vieira [en] e  Leandro Vieira (lutador). Sua sede está localizada em Long Beach, Califórnia, Estados Unidos.

## História
A equipe foi criada em 2008 após a separação dos irmãos Vieira de sua equipe anterior, Brasa Clube de Jiu-Jitsu. O nome "Checkmat" deriva do termo do xadrez "xeque-mate" e da palavra "mat", que representa a superfície onde o jiu-jitsu brasileiro é geralmente praticado. Os irmãos Vieira enxergaram semelhanças entre a natureza estratégica e tática do xadrez e do jiu-jitsu brasileiro. A Checkmat tem uma forte presença nas favelas do Rio de Janeiro por meio do Projeto Cantagalo de Ricardo Vieira, com lutadores como Jansen Gomes [en].
No Campeonato Mundial de Jiu-Jitsu de 2023, o competidor da Checkmat, Samuel Nagai, venceu a categoria masculina até 70 kg. Em 2023, a Checkmat foi classificada como a 2ª melhor equipe masculina adulta e a 3ª melhor equipe feminina adulta no Campeonato Mundial de Jiu-Jitsu da IBJJF. A equipe tem se mantido consistentemente entre as mais bem classificadas em grandes torneios internacionais, incluindo os Campeonatos Mundiais, Pan-Americanos e Europeus da IBJJF.
Em 2022, Leo Vieira foi nomeado o primeiro treinador de grappling do UFC Performance Institute, refletindo o reconhecimento internacional da excelência técnica da Checkmat.
A Checkmat também possui um notável programa de afiliados, com mais de 100 academias afiliadas em todo o mundo, incluindo filiais na Europa, Oriente Médio, Ásia e Austrália.

## Membros notáveis
Lista de membros atuais e antigos:
- Leo Vieira
- Ricardo Vieira
- Leandro Vieira
- Leka Vieira
- Marcus Almeida
- João Assis
- Lucas Leite
- Michelle Nicolini
- Nathalie Ribeiro
- Cláudio Silva
- Jackson Sousa
- Jansen Gomes
- Adam Wardziński

## Resultados da Checkmat
2013

2º lugar – Campeonato Mundial

1º lugar – Campeonato Europeu (Adulto e Feminino)

3º lugar – Campeonato Europeu (Master & Sênior)

3º lugar – Campeonato Europeu Sem Kimono
2012

1º lugar – Campeonato Pan Kids

2º lugar – Campeonato Pan-Americano
2011

1º lugar – Campeonato Mundial Sem Kimono

2º lugar – Campeonato Mundial

1º lugar – Campeonato Brasileiro (Adulto)

2º lugar – Campeonato Brasileiro (Feminino)

3º lugar – Campeonato Europeu (Adulto)

1º lugar – Campeonato Europeu (Feminino)

1º lugar – Campeonato Europeu (Master & Sênior)

2º lugar – Campeonato Europeu (Novato)
2010

2º lugar – Campeonato Mundial Sem Kimono (Adulto)

2º lugar – Campeonato Mundial Sem Kimono (Feminino)

3º lugar – Campeonato Mundial

2º lugar – Campeonato Europeu (Adulto)

1º lugar – Campeonato Europeu (Master & Sênior)

3º lugar – Campeonato Europeu (Novato)
2009

1º lugar – Campeonato Mundial Sem Kimono (Adulto)

3º lugar – Campeonato Mundial

1º lugar – Campeonato Europeu (Adulto)

2º lugar – Campeonato Europeu (Master & Sênior)

3º lugar – Campeonato Europeu (Novato)
2008

1º lugar – Campeonato Mundial Sem Kimono